# استخراج معدن از قله کوه

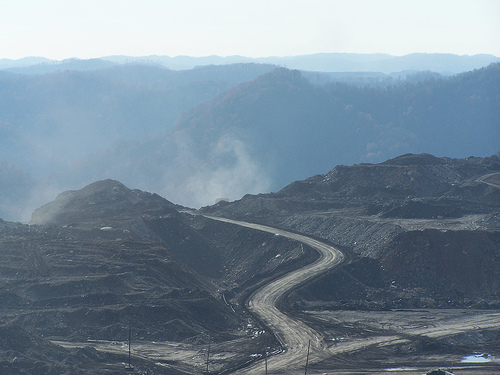
محل جابجایی قله کوه

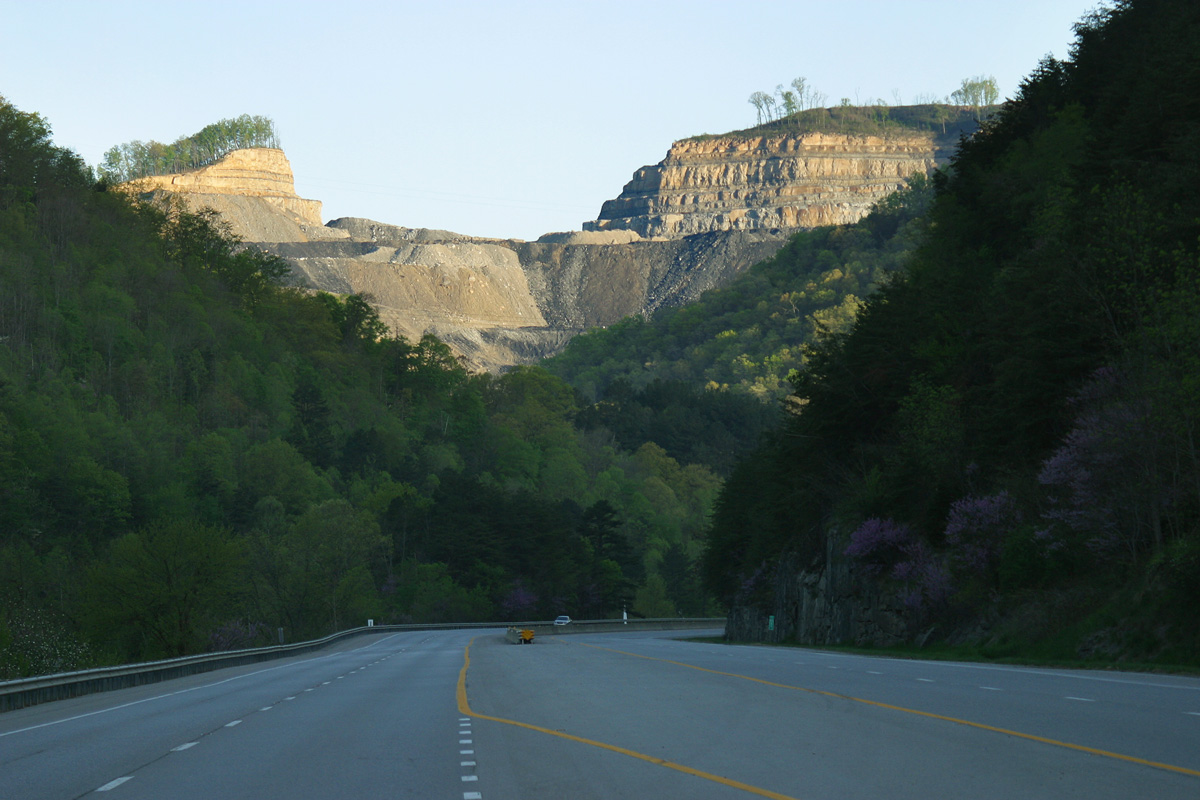
محل جابجایی در قله کوه در شهرستان پایک، کنتاکی

استخراج معادن به روش برداشت قله کوه (MTR) که با نام استخراج معدنی از قله کوه (MTM) نیز شناخته می‌شود، یکی از انواع استخراج معادن سطحی است که در نواحی مرتفع، به‌ویژه در قله یا خط‌الرأس کوه‌ها انجام می‌گیرد. در این روش، برای دستیابی به معدن‌کاری زغال‌سنگ موجود در دل کوه، ابتدا لایه‌های سطحی زمین که بر روی این لایه‌های زغال‌سنگ قرار دارند به‌طور کامل برداشته می‌شوند.
این شیوه به‌عنوان جایگزینی نسبتاً ایمن‌تر برای استخراج زیرزمینی شناخته می‌شود؛ چرا که به‌جای ورود به اعماق زمین، دسترسی به زغال‌سنگ از سطح و از بالا انجام می‌پذیرد و در نتیجه، خطرات ناشی از ریزش تونل‌ها و حوادث زیرزمینی کاهش می‌یابد.
در ایالات متحده آمریکا، این روش عمدتاً در رشته‌کوه آپالاچی، واقع در شرق این کشور، مورد استفاده قرار می‌گیرد. در این عملیات، برای رسیدن به لایه‌های زغال‌سنگ، گاه تا ۴۰۰ فوت (معادل حدود ۱۲۰ متر) از ارتفاع عمودی کوه با استفاده از مواد منفجره منفجر و حذف می‌شود تا لایه‌های زیرین زغال‌سنگ نمایان شوند. سنگ‌ها و خاک‌های اضافی حاصل از این فرایند، که دیگر کارایی ندارند، در دره‌های اطراف کوه انباشته می‌شوند. این نوع انباشته‌سازی با عناوینی همچون «پرکردن دره‌ها» (Valley Fills) یا «پرکردن دره‌های تنگ» (Holler Fills یا Hollow Fills) شناخته می‌شود. این روش هرچند از منظر فنی و ایمنی، مزایایی دارد، اما به دلیل پیامدهای زیست‌محیطی گسترده‌ای که ایجاد می‌کند، همواره با انتقادهای جدی روبه‌رو بوده است.

## نمای کلی
استخراج معادن به روش برداشت قله کوهکه با عنوان استخراج معدنی از قله کوه نیز شناخته می‌شود، یکی از اشکال استخراج سطحی به‌شمار می‌رود که با تغییر یا حذف کامل پیکربندی توپوگرافی قله، تپه یا خط‌الرأس کوه به‌منظور دستیابی به لایه‌های زغال‌سنگ مدفون در دل زمین انجام می‌شود.
در این روش، ابتدا پوش‌سنگ (یعنی خاک و سنگ‌های بالادست لایه‌های زغال‌سنگ) به‌طور کامل برداشته می‌شود تا لایه‌های زغال‌سنگ از بالا در معرض دید و استخراج قرار گیرند. این رویکرد با روش معدن‌کاری زغال‌سنگ تفاوت دارد؛ چرا که در روش سنتی، یک تونل یا چاهک باریک برای ورود به اعماق زمین حفر می‌شود و عملیات استخراج با باقی گذاشتن عمده پوش‌سنگ، در زیرزمین انجام می‌پذیرد. اما در اسن روش، پوش‌سنگ یا به‌منظور بازگرداندن نسبی شکل اولیه کوه به محل بازمی‌گردد، یا به دره‌های مجاور انتقال می‌یابد. در مواردی که سنگ و خاک مازاد همراه با پسماندهای استخراج در دره‌های اطراف تخلیه می‌شوند، این نواحی با اصطلاحاتی چون دره‌پُر (Valley Fill) یا پرکردن دره‌های باریک (Holler Fill) شناخته می‌گردند.
در ایالات متحده، این روش عمدتاً با استخراج زغال‌سنگ در رشته‌کوه آپالاش مرتبط است. بنا بر گزارش‌های گوگل ارث و تصاویر ماهواره‌ای برنامه لندست، مساحت زمین‌هایی که بین سال‌های ۱۹۸۵ تا ۲۰۱۵ به‌وسیله این روش استخراج شده‌اند، بالغ بر ۲٬۹۰۰ کیلومتر مربع بوده است. اگر نواحی استخراج‌شده پیش از سال ۱۹۸۵ نیز به این مقدار افزوده شوند، مجموع مساحت اراضی تحت استخراج سطحی به حدود ۵٬۹۰۰ کیلومتر مربع خواهد رسید. مطالعات دیگر نشان می‌دهند که برای استخراج یک تُن متریک زغال‌سنگ، به‌طور میانگین ۱۲ متر مربع زمین باید تخریب شود. پراکندگی محل‌های اجرای این روش در ایالت‌هایی همچون اوهایو تا ویرجینیا به چشم می‌خورد، ولی بیشترین تمرکز آن در ایالت‌های ویرجینیای غربی و کنتاکی شرقی ــ که دو ایالت برتر تولیدکننده زغال‌سنگ در منطقه آپالاشیا هستند ــ مشاهده می‌شود. با در نظر گرفتن نرخ فعلی استخراج، پیش‌بینی می‌شود که تا سال ۲۰۱۰ میلادی، مساحت کل زمین‌هایی که در ایالات متحده به‌وسیله این روش استخراج شده‌اند، به بیش از ۱٫۴ میلیون جریب (حدود ۵٬۷۰۰ کیلومتر مربع) برسد، که این مقدار از کل مساحت ایالت دلاور نیز بیشتر است. در مجموع، بیش از ۵۰۰ قله کوه در آمریکا به‌وسیله این فرایند از بین رفته‌اند و در نتیجه آن، حدود ۳٬۲۰۰ کیلومتر (معادل ۲٬۰۰۰ مایل) از مسیر جویبارها و رودهای محلی به زیر خاک مدفون شده‌اند.
روش استخراج معدنی به شیوه برداشت قله کوه از دهه ۱۹۶۰ میلادی مورد استفاده قرار گرفته است. افزایش تقاضا برای زغال‌سنگ در ایالات متحده، به‌ویژه پس از وقوع بحران نفتی سال ۱۹۷۳ و بحران انرژی ۱۹۷۹، انگیزه‌هایی برای توسعه روش‌های اقتصادی‌تر استخراج زغال‌سنگ نسبت به روش‌های سنتی زیرزمینی ــ که نیازمند صدها نیروی کار بودند ــ ایجاد کرد. همین عامل باعث شد تا برای نخستین‌بار، استفاده گسترده از روش برداشت قله کوه به‌عنوان راهکاری جایگزین و مقرون‌به‌صرفه آغاز شود. در دهه ۱۹۹۰، استفاده از این روش به شکل چشمگیری افزایش یافت، چرا که هدف استخراج زغال‌سنگ‌هایی با میزان گوگرد پایین‌تر بود. این نوع زغال‌سنگ به دلیل احتراق پاک‌تر و تولید آلودگی کمتر مورد توجه قرار گرفت. این تغییر تقاضا عمدتاً در پی اصلاحات صورت‌گرفته در لایحه هوای پاک متحده رخ داد، که با سخت‌گیرانه‌تر شدن محدودیت‌های مربوط به میزان انتشار آلاینده‌ها در فرایند سوختن زغال‌سنگ، استفاده از زغال‌سنگ‌های پرگوگرد را محدودتر ساخت و بازار جدیدی برای زغال‌سنگ‌های کم‌گوگرد ــ عمدتاً موجود در نواحی کوهستانی شرقی ــ ایجاد نمود.